# Sinpung-dong, Gimje
Sinpung-dong (koreanska: 신풍동) är en stadsdel i staden Gimje i provinsen Norra Jeolla i den sydvästra delen av Sydkorea,  190 km söder om huvudstaden Seoul. Gimjes järnvägsstation ligger i Sinpung-dong.